# Округ Скот (Мисисипи)
Округ Скот (енгл. Scott County) је округ у америчкој савезној држави Мисисипи.

## Демографија
По попису из 2010. године број становника је 28.264, што је 159 (-0,6%) становника мање него 2000. године.
| Група             | 2000.          | 2010.          |
| Белци             | 15.546 (54,7%) | 14.353 (50,8%) |
| Афроамериканци    | 11.052 (38,9%) | 10.585 (37,5%) |
| Азијати           | 50 (0,2%)      | 51 (0,2%)      |
| Хиспаноамериканци | 1.660 (5,8%)   | 3.013 (10,7%)  |
| Укупно            | 28.423         | 28.264         |